# 111-я стрелковая дивизия (1-го формирования)
111-я стрелковая дивизия — формирование (соединение, стрелковая дивизия) стрелковых войск РККА ВС СССР, в Великой Отечественной войне.

## История
Сформирована к 16 июля 1940 года в Вологде на базе 29-й запасной стрелковой бригады (по другому источнику — на базе бывшей 29-й стрелковой дивизии) Архангельского военного округа. До марта 1941 года 111 сд содержала по ОШС три тысячи человек личного состава. Согласно «Справке о развёртывании Вооружённых Сил СССР на случай войны на Западе», подготовленной Н. Ф. Ватутиным 13 мая 1941 года, 111 сд предполагалось включить отдельным соединением в состав 28-й армии РККА.
В действующей армии с 22 июня 1941 года по 17 марта 1942 года.
На 22 июня 1941 года дислоцируется в летних лагерях в учебном центре Кущуба, что в 50 километрах от Вологды.
29 июня 1941 года, по мобилизационному плану АрхВО, на базе кадра 111 сд, для подготовки личного состава призванного из запаса для ВС СССР, была сформирована 29-я запасная стрелковая бригада (почтовый ящик № 39).
С начала войны через Ярославль перебрасывается в район Остров — Псков, однако начала прибывать с опозданием, хотя и первой среди соединений корпуса (по приказу 41-й стрелковый корпус должен был развернуться по линии старой государственной границы ещё 1 июля 1941 года). К вечеру 2 июля 1941 года в Псков и Черскую прибыли 11 эшелонов дивизии, к утру 3 июля 1941 года — 29 эшелонов, на подходе оставался один, в пути — три эшелона. К 4 июля 1941 года заняла позиции северо-западнее Острова. 4 июля 1941 года противник, наступавший из Каунаса через Псков, Лугу на Ленинград, в составе двух танковых и пяти мотопехотных дивизий, которые поддерживались авиацией, смяв передовые части дивизии, которая дезорганизованно отступила, овладел Островом, потеряв от действий соединения до 1500 солдат и офицеров и 40 танков.
5 июля 1941 года дивизия, вместе с 3-й танковой дивизией ведёт бои за Остров двумя полками, частично выбивает врага из города, но затем вновь оставляет. На 7 июля 1941 года дивизия занимает рубеж Горохово — Крешево — Тишино — Бельнева — Наволок, два левофланговые полка дивизии развернуты фронтом на юг на рубеже Тишино до Наволок и имели задачу контратаковать противника в Острове с севера. Но 7 июля 1941 года немецкие войска упредили в наступлении советские войска и дивизия начала отход к Пскову, переправляется через реку Великая, при этом частью не успела переправиться до подрыва мостов — оставшиеся подразделения переправлялись через реку под огнём на подручных средствах. На 8 июля 1941 года обороняет рубеж реки Череха на участке устье реки Кебь, Старанья в 17 километрах юго-восточнее Пскова, на 9 июля 1941 года — в 10 километрах юго-восточнее Пскова. После этого дивизия отходит к Луге. К 15 июля 1941 года восстановившая управление дивизия заняла позиции юго-западнее Луги, имея слева 177-ю стрелковую дивизию и с этого времени до двадцатых чисел августа 1941 года ведёт бои на Лужском рубеже. 23 июля 1941 года в состав дивизии вошёл сводный отряд Лужского гарнизона.
В ночь на 22 июля 1941 года Лужская оперативная группа начала отход на северный берег реки Луги. По приказу 111-я стрелковая дивизия начала отход первой, сдав позиции 177-й стрелковой дивизии, с тем, чтобы погрузиться в воинские поезда в Толмачево для отправки в Красногвардейск. Однако поезда не были поданы и дивизии был отдан приказ на марш своим ходом. Утром 24 августа 1941 года части дивизии, следовавшие на северо-запад в районе Ящера встретили противника, и завязали с ним бой на фронте Большая Дивенка — Беково. Вплоть до 2 сентября 1941 года дивизия ведёт бои в том районе.
Со 2 сентября 1941 года, уничтожив свою материальную часть, остатки дивизии тремя отдельными колоннами начали выход из окружения и к началу октября вышли на западный берег Волхова в районе Мясной Бор, в полосе 267-й стрелковой дивизии. Части дивизии опрокинули гарнизоны противника в Старых и Новых Быстрицах, Ямно и переправились через Волхов. В ночь на 5 октября 1941 года с боем переправились штаб дивизии и батальон связи. Всего, по некоторым данным, в том месте вышли до 2500 человек, в основном из состава дивизии. 111-я дивизия, таким образом, стала соединением, наиболее сохранившим личный состав в Лужском котле.
Дивизия, очевидно, была отведена в ближний тыл, где пополнялась. Участвует с 10 ноября 1941 года в Тихвинской наступательной операции, нанося удар севернее Малой Вишеры, участвует в освобождении последней 20 ноября 1941 года, затем наступает на Грузино, где имелся плацдарм немецких войск на правом берегу Волхова, и даже на 30 декабря 1941 года ведёт бои у этого села.
С 13 января участвует в Любанской операции. 14 января 1942 года завязала бой за Мостки, несёт большие потери, но успеха не добилась. С 27 января 1942 года введена в прорыв в районе Мясного Бора и с этого момента ведёт непрерывные бои за расширение бреши. Наконец, 12 февраля 1942 года дивизия, вместе с 22-й стрелковой бригадой заняли в полосе шоссе Москва — Ленинград опорные пункты обороны врага в Любино Поле и Мостках, таким образом расширив горловину прорыва до 14 километров. Продолжая наступление, эти соединения вплотную подошли к Спасской Полисти, 22-я стрелковая бригада с юга, а 111-я стрелковая дивизия — с юго-запада и запада. Обходя Спасскую Полисть с запада, дивизия наступала в направлении Чудово, 17 февраля 1942 года перерезала дорогу Спасская Полисть — Ольховка, а 2 марта 1942 года дивизия перерезала дорогу Глушица — Сенная Кересть, продолжила наступление.
17 марта 1942 года приказом Наркома Обороны СССР № 78 «…за героизм, доблесть и мужество личного состава…» преобразована в 24-ю гвардейскую стрелковую дивизию — незадолго до того, как была окружена вместе с войсками 2-й ударной армии.
468-й стрелковый полк стал 71-м гвардейским, 532-й полк стал 72-м гвардейским.

## Подчинение
| Дата            | Фронт (округ)            | Армия                      | Корпус                                        | Примечания |
| --------------- | ------------------------ | -------------------------- | --------------------------------------------- | ---------- |
| 22.06.1941 года | Московский военный округ | —                          | 41-й стрелковый корпус                        | —          |
| 01.07.1941 года | Северо-Западный фронт    | 11-я армия                 | 41-й стрелковый корпус                        | —          |
| 10.07.1941 года | Северо-Западный фронт    | 11-я армия                 | 41-й стрелковый корпус                        | —          |
| 01.08.1941 года | Северный фронт           | Лужская оперативная группа | 41-й стрелковый корпус                        | —          |
| 01.09.1941 года | Ленинградский фронт      | Южная оперативная группа   | 41-й стрелковый корпус                        | —          |
| 01.10.1941 года | Ленинградский фронт      | —                          | —                                             | —          |
| 01.11.1941 года | —                        | 52-я армия                 | —                                             | —          |
| 01.12.1941 года | —                        | 52-я армия                 | —                                             | —          |
| 01.01.1942 года | Волховский фронт         | 52-я армия                 | —                                             | —          |
| 01.02.1942 года | Волховский фронт         | 2-я ударная армия          | —                                             | —          |
| 01.03.1942 года | Волховский фронт         | 59-я армия                 | Оперативная группа генерала И. Т. Коровникова | —          |

## Состав
- управление (штаб)
- 399-й стрелковый полк
- 468-й стрелковый полк
- 532-й стрелковый полк
- 286-й артиллерийский полк
- 561-й гаубичный артиллерийский полк (до 01.10.1941)
- 267-й отдельный истребительно-противотанковый дивизион
- 466-й отдельный зенитный артиллерийский дивизион
- 146-й отдельный разведывательный батальон
- 181-й сапёрный батальон
- 223-й отдельный батальон связи
- 120-й медико-санитарный батальон
- 119-я отдельная рота химической защиты
- 189-я автотранспортная рота
- 490-я полевая хлебопекарня
- 1005-й дивизионный ветеринарный лазарет
- 1608-я полевая почтовая станция
- 1652-я полевая касса Госбанка

## Командиры
- Иванов, Иван Михайлович (16.07.1940 — 11.07.1941) полковник (погиб у деревни Мараморка, Псковского района)[5]
- Рогинский, Сергей Васильевич (13.07.1941 — 17.03.1942), полковник.

## Отличившиеся воины дивизии
| Награда | Ф. И. О.                     | Должность                                             | Звание            | Дата награждения | Примечания                  |
| ------- | ---------------------------- | ----------------------------------------------------- | ----------------- | ---------------- | --------------------------- |
|         | Оплеснин, Николай Васильевич | помощник начальника оперативного отдела штаба дивизии | младший лейтенант | 27.12.1941       | погиб 19.03.1942            |
|         | Шемигон, Алексей Родионович  | командир роты                                         | лейтенант         | 24.03.1945       | посмертно, погиб 20.08.1944 |
|         | Сафронов, Андрей Семёнович   | командир орудия                                       | сержант           | 27.06.1945       |                             |
|         | Балабух, Юзеф Иванович       | помощник командира взвода                             | старший сержант   | 27.06.1945       |                             |

## Память
- Именем дивизии названа улица в городе Остров.
- В Вологде установлена мемориальная доска на одном из зданий на Набережной VI Армии.